# Šimon Mág
Šimon Mág (řecky Σίμων ὁ μάγος, latinsky Simon Magus), označovaný též jako Šimon z Gitty, je legendární vůdce, divotvůrce a učitel náboženské skupiny pokládaný za mytického zakladatele gnóze. Ztotožňován je se samařským kouzelníkem, o němž se zmiňují novozákonní Skutky apoštolů.
Podle křesťanské legendy byl čarodějem, který zprvu přijal víru v Ježíše Krista skrze jáhna Filipa a nechal se pokřtít, později se však dopustil svatokupectví neboli simonie (výraz vzniklý z jeho jména), za což měl být pokárán apoštolem Petrem. V novozákonní zprávě nejsou další zmínky o jeho osudu. Pozdější církevní tradice však uvádí, že nejenže nečinil pokání, ale stal se zapřisáhlým odpůrcem křesťanství, navrátil se zpět k provozování magie a stal se vůdcem gnostické sekty, jež byla po něm označována jako Šimonovci (Simónovci). Jeho žákem byl údajně gnostický učitel Menandros z Kapparatea, který se prohlásil za spasitele. Jeho křest měl zaručit nesmrtelnost duše. Dalším Šimonovým žákem byl údajně Satornilos, který působil ve druhém století v Antiochii.

## Legenda

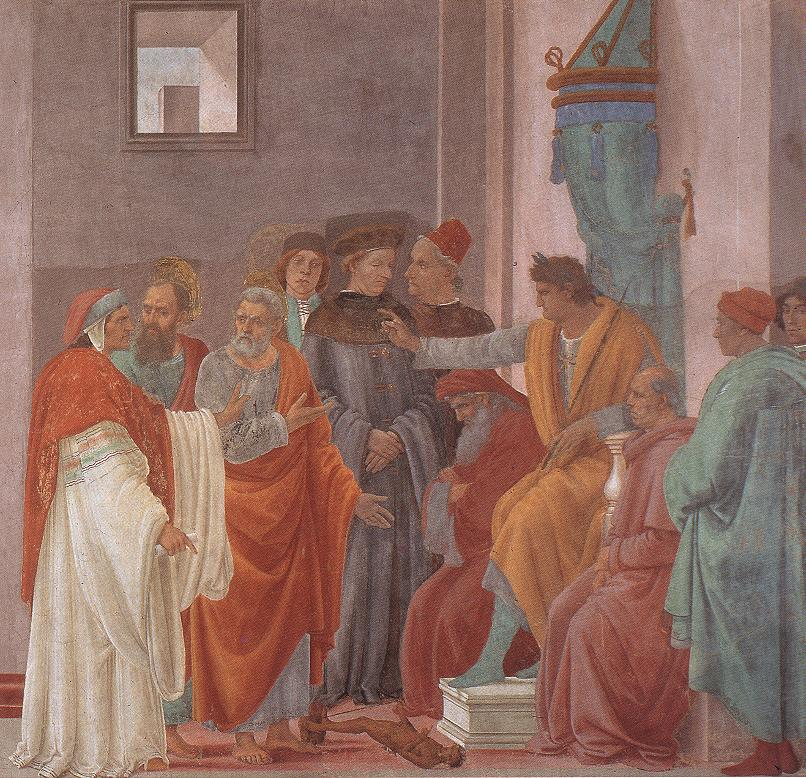
Konfrontace mezi Petrem a Šimonem Mágem před císařem Nerem od Filippina Lippiho

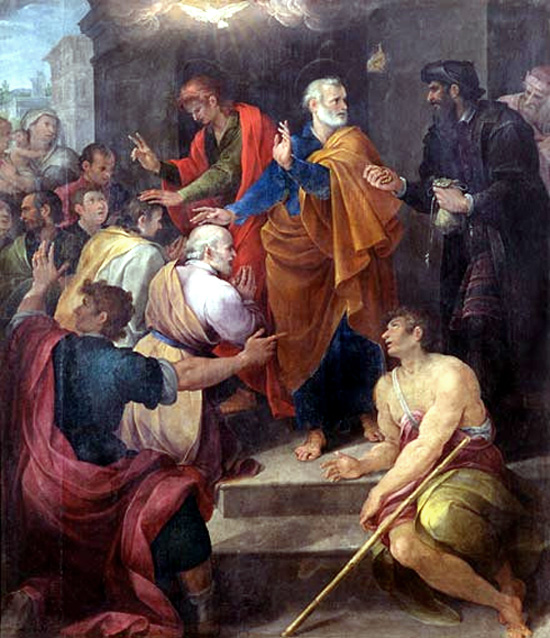
Spor mezi Petrem a Šimonem, Avanzino Nucci, 1620

Podle křesťanského apologeta a mučedníka Justina se Šimon Mág narodil v samařské vesničce Gittě, kde i působil za vlády císaře Claudia. Své pole činnosti však měl rozšířit až do Říma, kde mu byla údajně postavena socha s nápisem Simoni Deo Sancto („Šimonovi, svatému bohu“). Podle Justina Mučedníka existovala skupina Šimona Mága, která ho uctívala jako Boha. Svými stoupenci byl prý uctíván jako „první bůh“. Měla ho doprovázet jistá Helena, prostitutka, kterou vykoupil ve městě Týru. Spolu se Šimonem kázali po Palestině. Šimon ji prezentoval jako matku všech lidí a první myšlenku, která vyšla z „prvního boha“.  Když z onoho „prvního boha“ vyšla, sestoupila do dolních oblastí, kde stvořila anděly a mocnosti. Tito andělé a mocnosti poté nejenže stvořili hmotný svět, ale „také ze závisti zajali Helenu, aby jí přivodili všemožnou hanbu“ a znemožnili jí návrat ke svému původnímu zdroji. Po dlouhou dobu byla Helena skrze reinkarnace uzavřena v různých lidských tělech, mimo jiné i v těle trojské Heleny, dokud se neocitla v nevěstinci, z něhož ji osvobodil Šimon Mág coby nepoznaný spasitel. Tím se podstata Šimonova učení zcela rozcházela nejen se základním učením judaismu o stvoření, jak je popsáno v knize Genesis, ale i se základním učením křesťanství o Ježíši Kristu coby spasiteli světa. Ve svém učení se navíc necítil být vázán žádnými etickými zásadami Tóry, takže vykazovalo libertinský ráz.
O učení šimonovců se zmiňují i další apoštolští a církevní otcové, jako například Ignác z Antiochie, Irenej z Lyonu, Hippolyt Římský či Epifan ze Salaminy. Poměrně obsáhlou legendu o Šimonovi Mágovi obsahuje novozákonní apokryfní spis označovaný jako „Skutky Petrovy“.

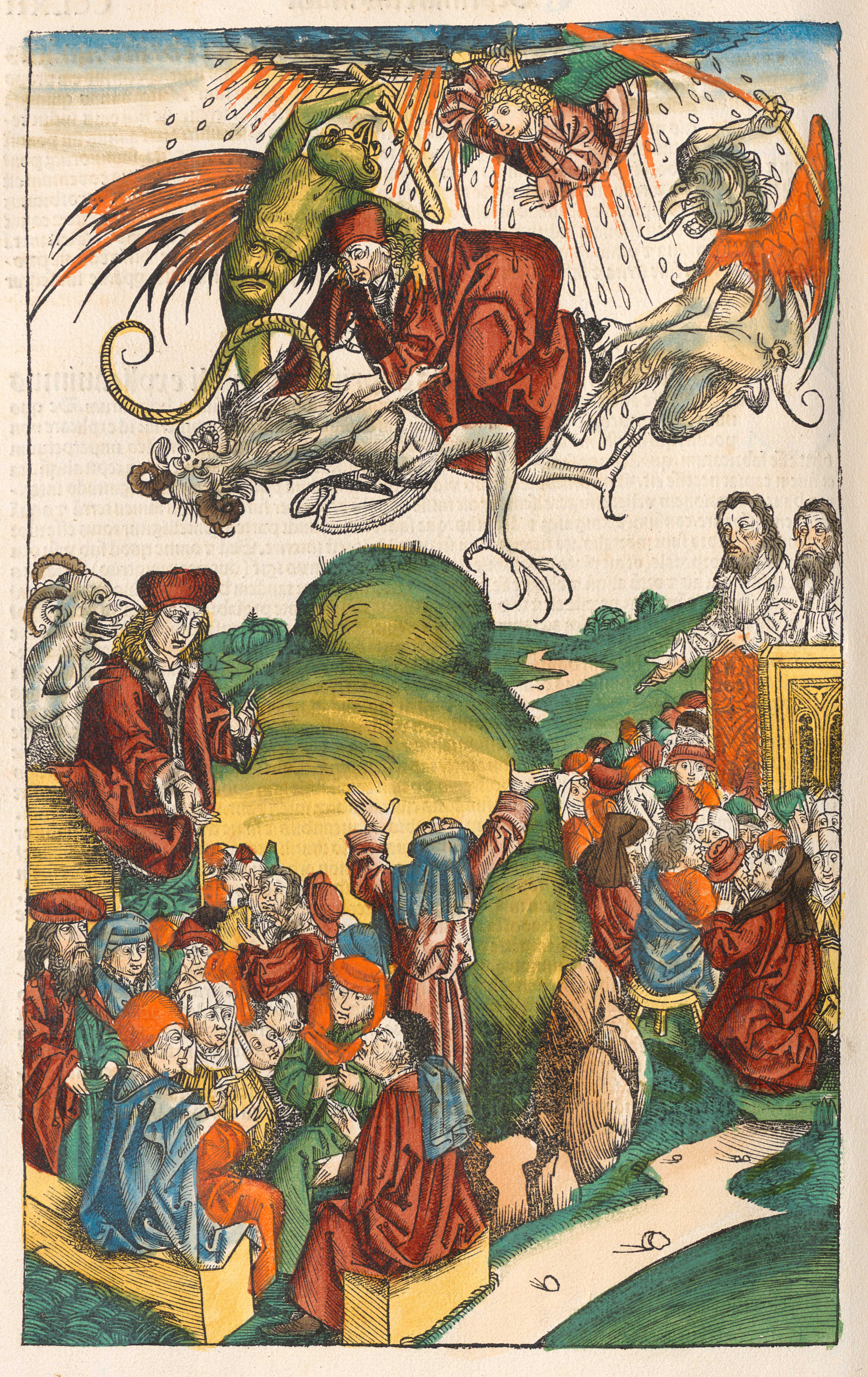
Smrt Šimona Mága

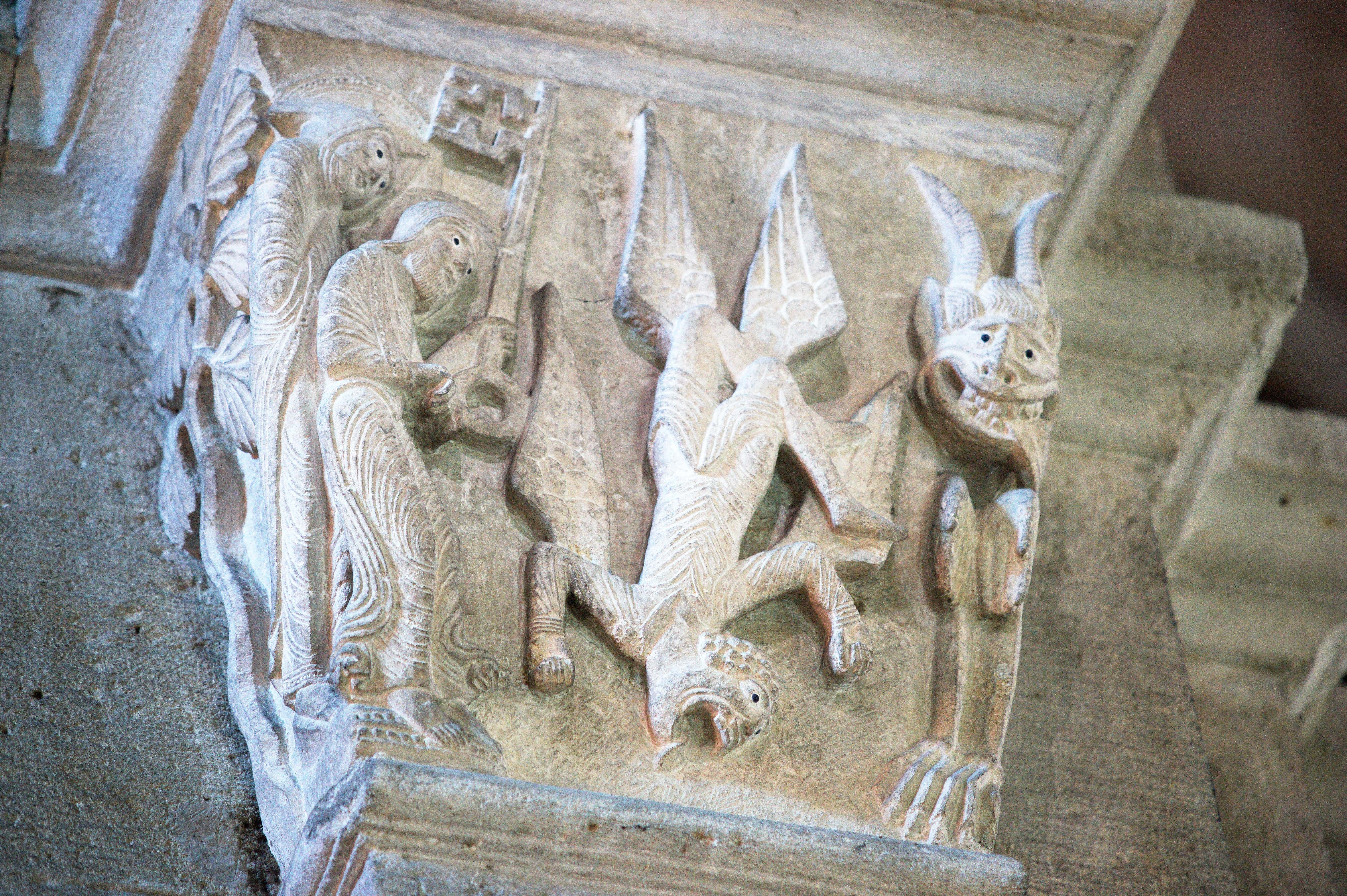
Šimonova smrt v důsledku pádu

Podle legendy v apokryfních Skutcích Petrových si nejprve chtěl Šimon od apoštola Petra koupit moc konat zázraky, byl však rázně odmítnut. Posléze spolu Petr a Šimon Mág soupeřili a oba působili divy. Hippolytos Římský píše, že Šimon se nechal zahrabat do země s tím, že vstane z mrtvých, ale nepodařilo se mu to. Dle jiné verze Šimon zemřel během předvádění levitace. Zřítit se zpět na zem měl v důsledku působení modlitby apoštola Petra. Obě verze Šimonova úmrtí se tak snaží o vyzdvihování zázračné moci apoštola a naopak podkopávat možnou autoritu Šimonovu.